# Saint-Justin (Landes)
Saint-Justin é uma comuna francesa na região administrativa da Nova Aquitânia, no departamento Landes. Estende-se por uma área de 65,5 km². Em 2010 a comuna tinha 1 001 habitantes (densidade: 15,3 hab./km²).